# Mashhad
Mashhad (in persiano مشهد‎ · ), scritto anche Mašhad o Mešhad, è una città dell'Iran di circa 3,4 milioni di abitanti, la seconda del Paese per popolazione, capitale del Razavi Khorasan e capoluogo dell'omonimo shahrestān.
Mashhad è popolata dalla maggioranza di persiani e minoranze di curdi e turkmeni.

## Geografia fisica
È situata a circa 75 km più a sud del confine tra Iran e Turkmenistan. Sita nel nordest del Paese, tra il monte Binālud e i monti Hazar Masjid, dista 945 km da Teheran a un'altezza di 980 m s.l.m.

## Origine del nome
Il termine mashhad (ﻣﺸﻬﺪ) significa "luogo di sepoltura di uno shahīd" (martire), quindi un "santuario". Yaqut utilizza anche il nome al-Mashhad al-Riḍāwi ("la tomba di ʿAlī al-Riḍā") ed è attestato anche il nome in persiano Meshhad-i Moqaddas ("il Sacro Santuario"), ad esempio negli scritti di Hamdallah Mustawfi. Ciò è dovuto al fatto che la città ospita il venerato luogo di sepoltura dell'ottavo Imām dello Sciismo duodecimano, ʿAlī al-Riḍā (che in persiano è letto Reżā).
Mashhad compare per la prima volta negli scritti di al-Maqdisi verso la fine del X secolo, mentre a metà del XIV secolo Ibn Baṭṭūṭa la definisce città di Mashhad al-Riḍā oppure Meshhad-i Ṭūs. Alla fine del Medioevo si attestò il nome Nūqān, come testimoniato dalle monete del XIV secolo del periodo dell'Ilkhanato.

## Storia

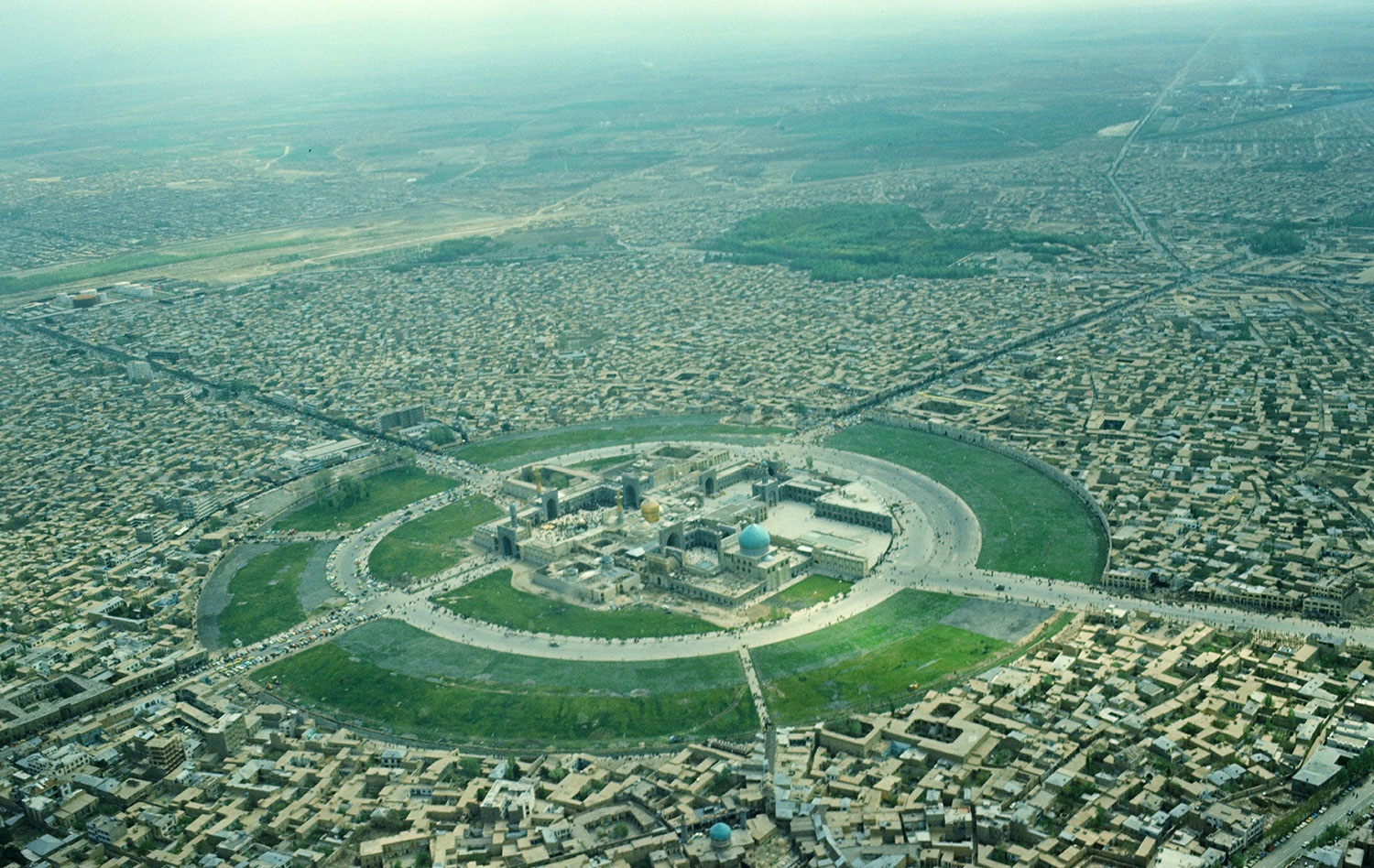
Vista aerea del Santuario dell'Imam Reza, 1976

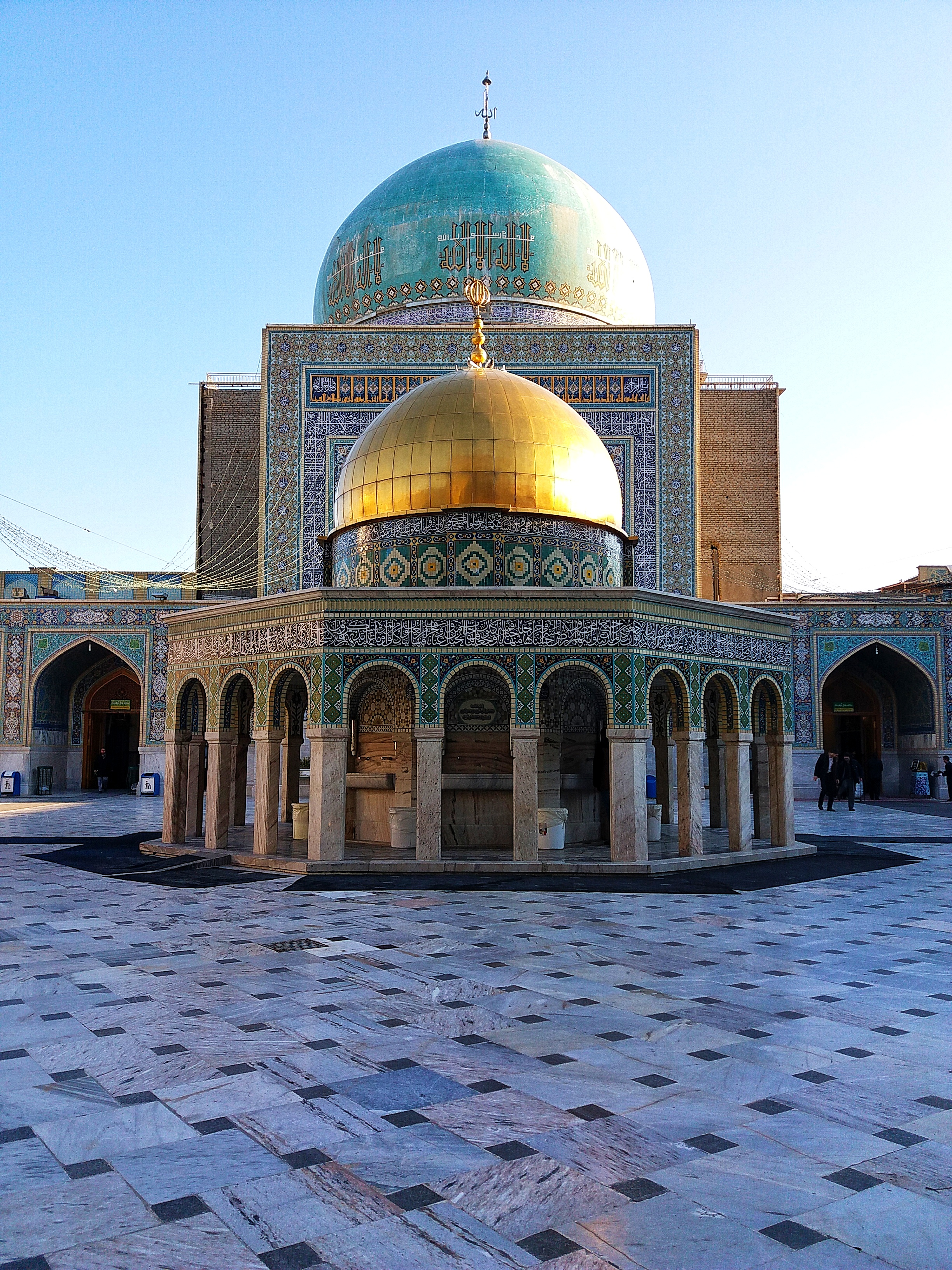
La moschea Goharshad

Molte delle notizie storiche su questa città si apprendono dall'opera di Mohammad Hasan Khan E'temad os-Saltaneh intitolata Matla'e shams, il cui secondo volume è interamente dedicato alla storia e alla topografia di Mashhad.
Agli inizi dell'800 d.C. Mashhad era costituita dal villaggio Sanābādh, sito a 24 km da Ṭūs. Nel secolo successivo vi venne costruito il palazzo estivo del governatore del Khorasan Humayd ibn Qahtaba, sotto al quale venne sepolto il califfo Hārūn al-Rashīd, che si era recato in Transoxiana per sedare la rivolta di Rafi ibn al-Layth e che ivi aveva trovato la morte.
Il toponimo Mashhad si diffuse a partire dall'818, quando l'Imām ʿAlī al-Riḍā b. Mūsā al-Kāẓim perì per mano del califfo abbaside al-Maʾmūn. Anch'egli fu sepolto nel palazzo di Humayd ibn Qahtaba, accanto alla tomba di Hārūn al-Rashīd, e le sue reliquie divennero meta di pellegrinaggio per gli sciiti e per i devoti dell'Ahl al-Bayt. Il villaggio quindi assunse il nome di Mashhad al-Riḍā, che significa "Mausoleo dell'imam Reza". Alla fine del X secolo venne costruita una cupola sulla tomba dell'imam, attorno alla quale sorsero bazar e diversi edifici.
Nel 993 Sabuktigin di Ghazna distrusse la città e interdette ai pellegrini l'accesso alla tomba dell'imam Reza, tuttavia nel 1009 suo figlio Maḥmūd avviò un piano di ricostruzione del santuario ed eresse diverse fortificazioni attorno alla città. Al mausoleo vennero aggiunte decorazioni in marmo, legno e stucco, nonché venne eretta la camera mortuaria della tomba dell'Imam. Ulteriori abbellimenti vennero portati avanti dal figlio di Maḥmūd, Masʿūd I di Ghazna, il quale fece anche erigere un muro attorno al santuario. Anche il sultano Ahmed Sanjar, a seguito della guarigione del figlio proprio nel santuario, contribuì al restauro della struttura e vi affiancò nuovi edifici.
Durante l'invasione mongola della Corasmia il Khorasan venne saccheggiato. In particolare, Miran Shah distrusse la vicina Ṭūs, che fu abbandonata definitivamente, e Mashhad divenne nuovo capoluogo del distretto. I sopravvissuti ai massacri dei Mongoli si rifugiarono attorno al santuario, che fu profondamente restaurato da Mohammad Khodabanda, sovrano mongolo convertitosi all'Islam sciita. A partire dal governo di Shah Rukh, figlio di Tamerlano, Mashhad visse un momento di grande splendore che avrebbe raggiunto il suo apice durante la dinastia safavide. Shah Rukh partiva regolarmente dalla capitale Herat per visitare il santuario dell'Imam Reza, e nel 1418 sua moglie Goharshad ordinò che accanto a esso vi fosse costruita la moschea che oggi porta il suo nome. I safavidi costruirono minareti, sahn e madrase entro le mura del santuario.
Nel XVI secolo Mashhad fu presa di mira da diverse orde uzbeke. Nel 1507 Muhammad Shaybani prese il controllo della città, e non fu sconfitto prima del 1528. A quel punto il sovrano Tahmasp I fece costruire nuovi bastioni e altre fortificazioni, tuttavia nel 1544 la città venne assalita nuovamente e nel 1589 lo shaybanide Abd al-Mu'min Khan piegò Mashhad dopo quattro mesi di assedio. Solo nel 1598 ʿAbbās I il Grande riuscì ad assumerne nuovamente il controllo.
Nel 1722, agli inizi del regno di Tahmasp II, la tribù afghana dei Durrānī (o ʿAbdālī) prese Mashhad nell'ambito della più ampia invasione del Khorasan, tuttavia dopo due mesi di assedio i Persiani riuscirono a riprenderne il controllo. Ulteriori espansioni del santuario dell'Imam Reża vennero eseguite sotto il regno del sovrano afsharide Nadir Shah, il quale si fece erigere un mausoleo in città. Dopo il suo regno, Mashhad e il Khorasan passarono sotto il controllo del re afghano Ahmad Shah Durrani.
Nel 1792 Muḥammad Khān Qājār riprese i vecchi domini appartenenti a Shahrokh di Persia (compresa Mashhad) e li annetté al suo impero, ma dopo la sua morte, il figlio di Shahruh Nadir Mirza del Khorasan, che era in esilio a Herat, riassunse il controllo dei territori appartenuti a suo padre sino al 1803, quando il sovrano qajar Fath Ali Shah ristabilì nuovamente il controllo della sua dinastia sul Khorasan.
A partire dal 1825 il Khorasan venne preso di mira dai turkmeni e Mashhad divenne il nuovo quartier generale del sovrano Abbas Mirza. Il governatore locale Hasan Khan Salar diede inizio a una rivolta contro i Qajar, facendo del Khorasan uno Stato indipendente. I cittadini di Mashhad liberarono coraggiosamente la città dalle forze di Salar, spinti dalla carestia.
A partire dal XX secolo la popolazione di Mashhad subì massacri da parte dell'artiglieria dell'Impero russo (1911) e da parte dell'esercito di Reżā Shāh (1935), capostipite dei Pahlavi che aveva vietato l'uso dell'hijab e che aveva represso con la forza una protesta di religiosi sciiti. Altri civili vennero uccisi durante la rivoluzione iraniana del 1978.
Nel 1914 Mashhad aveva un'importanza marginale rispetto al resto del paese, con una popolazione di 70.000 abitanti che comprendeva azeri, hazara, gente di Bukhara, di Merv, barbari, afghani e diverse migliaia di ebrei convertitisi forzatamente all'Islam e noti come Jadīd al-Islām. L'impero russo era il principale partner commerciale della città, dato che l'unica via di comunicazione moderna era la strada per Aşgabat (ai tempi in Russia e oggi in Turkmenistan). Mashhad venne dotata di una nuova strada verso la capitale Teheran (1935), di un aeroporto (1955) e di una stazione ferroviaria (1957). Nel 1966 venne inaugurata l'Università Firdousi, nonché vennero costruiti nuovi ospedali e aperte nuove industrie. Tutti questi ammodernamenti fecero sì che Mashhad divenne la seconda città più grande del Paese e un'importante meta di pellegrinaggio dell'Islam a livello mondiale. Sotto Mohammad Reza Pahlavi venne ricostruita la città vecchia e distrutti i vecchi bazar e caravanserragli. Nel 1977 venne inaugurato il moderno Bazar Reza, un grande centro commerciale destinato ai pellegrini. Anche il santuario venne ulteriormente ampliato, sino a diventare uno dei più magnifici complessi dell'architettura religiosa mondiale.
A partire dal 1979 la popolazione di Mashhad crebbe in maniera particolarmente rapida a causa del flusso di profughi afghani, che si insediarono nei nuovi quartieri a nordest della città. I contatti con Herat e con l'Asia centrale si rinforzarono, in particolare grazie alla riapertura della frontiera col Turkmenistan a Bajgiran nel 1991 e con l'apertura di una linea ferroviaria nel 1996 che via Sarakhs si allacciava all'ex rete ferroviaria sovietica. Tuttavia, questa apertura verso est ha gradualmente isolato la città dalla capitale.

## Monumenti e luoghi di interesse

### Architetture religiose
- Il Santuario dell'Imam Reza, considerato dagli 'ālim sciiti il settimo dei grandi santuari del mondo musulmano, dopo La Mecca, Medina e i quattro santuari sciiti iracheni di Najaf (Moschea dell'Imam 'Ali), Kerbela (Santuario dell'Imam Husayn), Samarra (Santuario di al-Askari) e al-Kazimiyya (Moschea di al-Kazimayn).[13]
- La Madrasa Dodar, la più antica madrasa esistente di Mashhad fondata nel 1420 da Shah Rukh.[14]
- La Madrasa di Mirza Jafar risalente al 1650, considerata di particolare importanza dal punto di vista architettonico e artistico.[14]
- La Moschea Goharshad, commissionata agli inizi del XV secolo da Goharshad e fungente da moschea-cattedrale per i pellegrini diretti al Santuario dell'Imam Reza, è l'unico luogo adibito alla preghiera del venerdì tra i vari edifici che insieme a essa formano il più ampio complesso del Santuario.[15]
- La Moschea dello Scià, detta anche Moschea dei 72 martiri, risalente al XV secolo e sita nei pressi del Gran Bazar (Bazar-e Bozorg).[16]
- La Gonbad-e Sabz (Cupola verde), uno dei monumenti meglio conservati al di fuori del complesso del Santuario, risalente al periodo safavide e un tempo utilizzato dai dervisci della Naqshbandiyya. Al suo interno si conserva la tomba di Sheikh Mohammed Hakim Mo'men, autore di un noto libro di medicina.[16]
- Il Boq'eh-ye Khajeh Rabi, un mausoleo ottagonale del XVI secolo contenente diverse iscrizioni del calligrafo Ali Reza Abbasi. Questo mausoleo è parte di un cimitero noto come Aramgah-e Khajeh Rabi, che ospita migliaia di lapidi di martiri caduti durante la guerra Iran-Iraq.[16]